# Marianna Madia

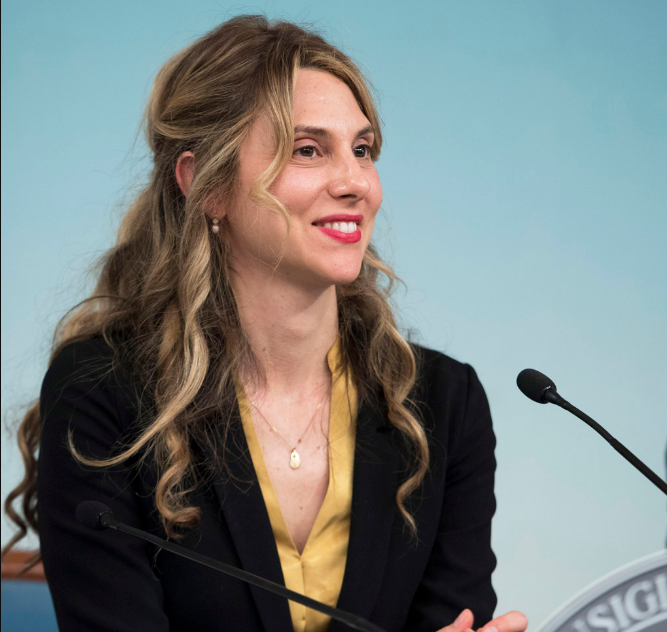
Marianna Madia (2017)

Marianna Madia (eigentlich Maria Anna Madìa; * 5. September 1980 in Rom) ist eine italienische Politikerin der Partito Democratico. Vom 21. Februar 2014 bis zum 1. Juni 2018 war sie Ministerin für Verwaltungsreformen und -vereinfachung.

## Leben
Ihr Vater war der Schauspieler und Journalist Stefano Madia (1954–2004). Madia absolvierte die französische Auslandsschule Lycée Chateaubriand in Rom und studierte danach Politikwissenschaft an der Universität La Sapienza in Rom. Anschließend promovierte sie auf dem Gebiet der Arbeitsökonomik an der Elitehochschule Istituto di Studi Avanzati di Lucca. Sie war für die Forschungseinrichtung Agenzia di ricerche e legislazione (AREL) tätig und wurde 2012 in deren Leitungsausschuss berufen.
Im Kabinett Prodi II war sie von 2006 bis 2008 im Amt des Ministerpräsidenten für den damaligen Staatssekretär Enrico Letta tätig. Im Jahr 2008 zog sie erstmals in die Abgeordnetenkammer ein, 2013 und 2018 erneut. Sie vertritt den Wahlkreis des römischen Stadtteils Monte Sacro. Ende 2013 wurde sie in den nationalen Parteivorstand der Partito Democratico gewählt, zuständig für Arbeit und Soziales. Sie war von 2014 bis 2018 Ministerin ohne Geschäftsbereich beim Amt des Ministerpräsidenten und dort zuständig für Verwaltungsreformen. Von Juli bis November 2018 war sie Parteisprecherin der Partito Democratico.
Seit 2013 ist Madia mit dem Fernseh- und Filmproduzenten Mario Gianani verheiratet, mit dem sie zwei Kinder hat.